# Mariahilf (Galizien)

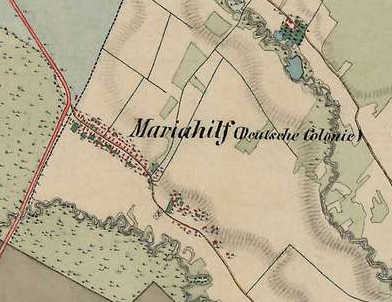
Mariahilf auf der Franziszeischen Landesaufnahme um die Mitte des 19. Jahrhunderts

Das Dorf Mariahilf (ukrainisch heute Мар'янівка/Marjaniwka oder selten Маріягільф, polnisch zwischen 1918 und 1945 Marjówka) wurde im Jahr 1811 in einer Provinz des Kaisertums Österreich und der 1866 daraus entstandenen ehemaligen österreich-ungarischen Monarchie gegründet und ist heute ein Ortsteil im Westen der Stadt Kolomyja in der Verwaltungseinheit Oblast Iwano-Frankiwsk im Südwesten der Ukraine.
Die Gründer waren Siedler aus Karlsberg, einer Siedlung deutschböhmischer Kolonisten im Radautzer Bezirk der Bukowina in der Nähe von Putna. Über eine Ansiedlerliste von Karlsberg weiß man, dass viele Siedler aus dem westlichen Teil des ehemaligen Prachiner Kreises (Südböhmen, Hauptort war das heutige Strakonice) stammten.
Die Siedler zogen wegen Konflikten über die Ansiedlungs- und Arbeitsbedingungen aus Karlsberg ab (Protokoll vom 19. und 20. Mai 1811, Kommandant des Remontendepots, Oberstleutnant Bukowski von Stolzenburg). Sie schlossen im Jahr 1811 einen Kaufvertrag für das Land auf dem Gebiet der Stadt Kolomea. Jede der 33 Familien erhielt 4 Joch Land, dazu kamen noch kostenlos 4 Joch Kirchenland. Den Ort nannten sie "Mariahilf".
Seit der Übernahme im Jahre 1867 durch die polnische Verwaltung verschlechterte sich die Situation der Aussiedler immer mehr. Man versuchte, ihre Herkunft zu verdrängen und zu polnisieren. Nach den erheblichen Schikanierungen im Ersten Weltkrieg und nachdem Ostgalizien 1918 endgültig den Polen übertragen wurde, sahen die ehemaligen deutschen Aussiedler keine Chance mehr zu bleiben. Eine deutsche Umsiedlungskommission veranlasste 1939 nach dem Einmarsch in Polen zu Beginn des Zweiten Weltkrieges zunächst eine Verlegung der Siedler in den Warthegau, Anfang 1945 flüchteten diese jedoch vor den anrückenden sowjetischen Truppen in den Raum Gifhorn, wo sie mehrheitlich wieder sesshaft wurden.